# 东南行政区

橘色部分為东南行政区的所在位置

东南行政区（羅馬化：Yugo-Vostochny administrativny okrug），位於俄罗斯莫斯科的行政區，面积117.6平方公里，人口1,318,885人（2010年統計）。

## 標誌

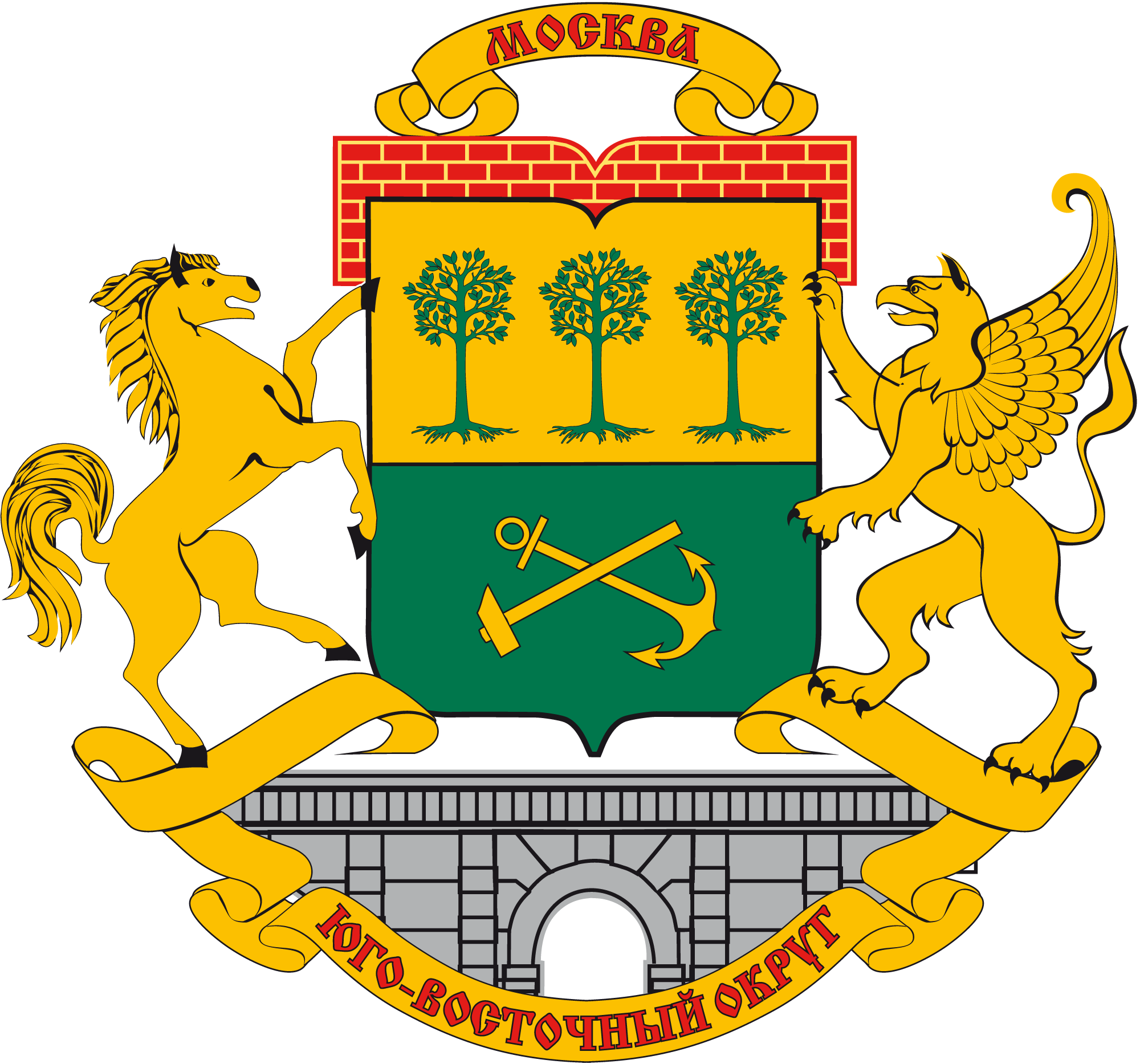
东南行政区徽章

## 行政區劃
东南行政区劃分為12个区。如列福尔托沃区。